# Arthur Anthony Macdonell

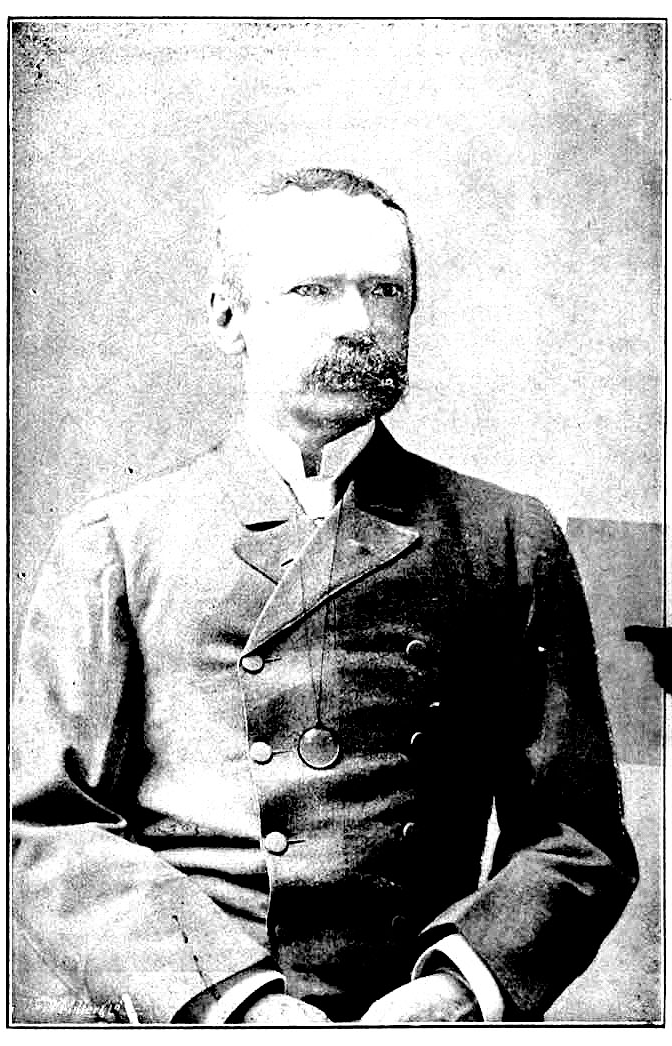
Arthur Anthony Macdonell

Arthur Anthony Macdonell (* 11. Mai 1854 in Muzaffarpur, Bihar, Indien; † 28. Dezember 1930) war ein britischer Sanskritist.

## Leben
Macdonell wurde in Indien geboren und an der Universität Göttingen ausgebildet, dann immatrikulierte er sich 1876 am Corpus Christi College, gewann ein klassisches Stipendium (Exhibition) und drei Scholarships (für Deutsch, Sanskrit und Chinesisch). Er graduierte mit besonderen klassischen Auszeichnungen 1880 und wurde zum Taylorian Teacher für Deutsch in Oxford ernannt. 1883 erhielt er seinen Doktortitel von der Universität Leipzig und wurde 1888 Deputy Professor für Sanskrit in Oxford und 1899 Boden Professor für Sanskrit. 1919 wurde er in die American Academy of Arts and Sciences gewählt.
Macdonell gab verschiedene Sanskrittexte heraus, schrieb eine Grammatik, verfasste ein Wörterbuch, veröffentlichte ein Werk über Vedische Mythologie und schrieb eine Geschichte des Sanskrit. Er übersetzte auch Hymnen aus dem Rigveda. Sein Vedic Reader for Students wird bis in die jüngste Zeit neu aufgelegt. Er gilt als einer der besten Kenner der vedischen Sprache.
Sein Buch A practical Sanskrit dictionary with transliteration, accentuation, and etymological analysis throughout (Praktisches Sanskrit-Wörterbuch mit Transliteration, Betonung und etymologischer Analyse) kann, weil es durchweg transliteriert ist, auch von komparativen Philologen verwendet, werden, die kein einziges Silbenzeichen der Devanagari-Schrift kennen. Es werden auch Angaben zur zeitlichen Einordnung der Wörter und der Häufigkeit bzw. Seltenheit ihres Vorkommens gegeben.

## Werke (Auswahl)
- A History of Sanskrit Literature (1900)
- A Sanskrit-English Dictionary. Longmans, London 1893
- A practical Sanskrit dictionary with transliteration, accentuation, and etymological analysis throughout. (Reprinted lithographically.) Oxford University Press, (London) (1971) / India Munshiram Manoharlal Publishers, New Delhi 2003
- The Brhad-Devata Attributed to Saunaka: A Summary of the Deities and Myths of the Rgveda--Critically edited in the original Sanskrit with an introduction and seven appendices and translated into English with critical and illustrative notes. Cambridge, 1904. 2 v., xxxv, 198, 334 p.
- History of Vedic Grammar. Sanjay Prakashan, Delhi 2004, ISBN 81-7453-143-2, iv, 448 p.
- History of Vedic Mythology. Sanjay Prakashan, New Delhi 2004, ISBN 81-7453-103-3, ix, 270 p.
- A Sanskrit Grammar for Students. Oxford University Press, ISBN 0-19-815466-6.
- A Vedic Grammar for Students. Oxford University Press, Walton Street, Oxford OX2 6DP. Eleventh Impression 1987. SBN 19 560231 5.
- Hymns from the Rigveda. The Heritage of India Series, Calcutta; Textarchiv – Internet Archive.
- India’s past: a survey of her literatures, religions, languages and antiquities. Reprint [of the ed.] Clarendon Press, Oxford 1927. – Asian Educational Services, New Delhi 1994
- A Vedic Reader for Students. 15. Impression, Oxford University Press, Madras u. a. 1988 / Motilal Banarsidass, Delhi 2002